# Centro de Alto Rendimiento para entrenamiento en altura del CSD en Sierra Nevada
El Centro de Alto Rendimiento para entrenamiento en altura del CSD en Sierra Nevada es uno de los centros de alto rendimiento pertenecientes al Consejo Superior de Deportes, ideado para el entrenamiento en altura. Está situado a 2320 m de altura sobre el nivel del mar, en la localidad de Pradollano, en Sierra Nevada, a 31 km de la ciudad de Granada.

## Origen
El proyecto fue presentado el 2 de julio de 1990 con una inversión de más de cinco mil millones de pesetas, que posteriormente se redujo a la mitad. Surgió gracias al creciente apoyo estatal al deporte de élite que experimentó España con la elección de Barcelona para las Olimpiadas de 1992.

## Construcción
El diseño de las instalaciones fue un gran desafío al tener que adoptar un voluminoso conjunto de edificaciones en una ladera de una montaña de gran valor ecológico y en una sección inclinada. Los arquitectos, Estanislao Pérez Pita y Jerónimo Junquera apostaron por la modificación mínima del terreno en pendiente y sin caer en el tópico de la arquitectura serrana.
La primera fase, que consta del módulo de atletismo, el pabellón de usos múltiples, el centro médico y las salas de musculación, fue inaugurada el 29 de febrero de 1992 por el entonces Ministro de Educación y Ciencia, Javier Solana, y por el entonces Secretario de Estado para el Deporte, Javier Gómez Navarro.
La segunda fase, que consta del pabellón de parqué flotante, la piscina cubierta, el campo de fútbol de hierba artificial y la pista de atletismo, fue inaugurada el 13 de diciembre de 1995 por Jerónimo Saavedra y Rafael Cortés Elvira, por entonces Ministro de Educación y Ciencia y Secretario de Estado para el Deporte respectivamente.
La tercera y última fase construida se trata de una residencia para deportistas de 89 habitaciones con diversas instalaciones de ocio, educación y entretenimiento. Fue inaugurada en el año 2004.

## Instalaciones deportivas
- Sala de musculación
- Pabellón de parqué flotante
- Módulo de atletismo (130 m, 6 calles)
- Módulo de saltos con pavimento sintético
- Piscina cubierta (50 m, 6 calles) con sistema de grabación
- Sala de deportes individuales, aeróbica y cardio
- Sala de deportes colectivos

### Otras instalaciones
- Residencia
- Comedor
- Cafetería
- Aulas de estudio
- Salas polivalentes
- Guarda-esquí y guarda-maletas
- Salón de actos (180 personas)
- Sala de descanso y reuniones
- Sala de control de dopaje

## Finalidad
El CAR de Sierra Nevada fue ideado para facilitar el entrenamiento en altura de deportistas de élite en España. Esta modalidad de entrenamiento mejora el rendimiento deportivo al entrenar a una altura moderada, de entre 1500 y 2500 m, que produce una serie de cambios físicos que actúan como un fuerte estímulo en el organismo del deportista, como el estímulo eritropoyético, la mejora en la capilarización del músculo, en su maquinaria enzimática y en la capacidad tamponadora o el aumento del estímulo de los músculos ventilatorios.
Además de las instalaciones deportivas para dicho fin, el CAR cuenta con instalaciones de fisioterapia, medicina deportiva y análisis del rendimiento deportivo, que sirven de apoyo al entrenamiento.
Entre los deportistas relevantes que se han concentrado en el CAR de Sierra Nevada, se pueden citar a las Niñas de Oro, el conjunto español de gimnasia rítmica campeón olímpico en Atlanta '96, que se concentró en las instalaciones entre diciembre de 1995 y enero de 1996.